# Piaキャロットへようこそ!!シリーズ
Pia♥キャロットへようこそ!! シリーズ（略称：Pia、Piaキャロ）は、ファミリーレストラン『Piaキャロット』でアルバイトをしながら、ともに働く女性店員や客の女性と仲良くなることが目的の18禁（一部を除く）恋愛アドベンチャーゲーム+恋愛シミュレーションゲームのシリーズである。PC版の発売元は「3」のみF&C FC02、3以外はカクテル・ソフト。
ゲームを原作としてOVAが発売されるまでに至る人気作となった。また、2002年には18禁ゲーム原作作品としては初の劇場アニメ化もされた。
なお、タイトルロゴにおいては“Pia”と“キャロット”の間に♥（ハートマーク）が入るのが正式であるが、一般的には抜いて表記されることが多い。
1〜3の特徴として、ゲーム開始時に3種類の制服（携帯ゲーム機版である2.2と3.3では2種類）から選択するユニフォームセレクトがある。イベントCGなども制服ごとに存在するが、CGモードには制服ごとに追加される仕様となっている（サターンおよびドリームキャストの2と、ドリームキャストの2.2は3種類の制服全てのCGが同時に追加される）。

## シリーズ一覧
現在発売されているシリーズは大別すると7種類存在する。

### Pia♥キャロットへようこそ!!
シリーズ第1作、18禁OVAが存在する。

### Pia♥キャロットへようこそ!!2
シリーズ第2作、「1」の4年後の物語。18禁OVAと一般OVAの2シリーズが存在する。
- Pia♥キャロットへようこそ!!2.2 -- 「2」の後日談
- Pia♥キャロットへようこそ!!2.5 -- 「2/2.2」のドリームキャスト版
- ぴあきゃろTOYBOX -- アクセサリー&ミニゲーム集
- Pia♥キャロットへようこそ!!2 DX -- 「2」原作の一般OVA

### Pia♥キャロットへようこそ!!3
シリーズ第3作、「2」の1年後の物語。
- Pia♥キャロットへようこそ!!3 ヒロインズFunBox　--アクセサリー&タイピングソフト
- Pia♥キャロットへようこそ!!3.3 -- 「3」の外伝
- Pia♥キャロットへようこそ!! -さやかの恋物語- -- 「3」原作の一般劇場版アニメ

### Pia♥キャロットへようこそ!!G.O. 〜グランド・オープン〜
シリーズ第4作、「3」より2年後の物語。
- ぴあきゃろG.O. TOYBOX 〜サマーフェア〜 -- 「G.O.」のサイドストーリー、アクセサリー、「1」と「2」のデーターベース
- ぴあ雀 -- 「G.O.」を元にした脱衣麻雀
- ぴあきゃろG.O. TOYBOX2 〜スプリングフェア〜　-- 「G.O.」のサイドストーリー、アクセサリー、設定資料集、「3」と「G.O.」のデーターベース
- Pia♥キャロットへようこそ!!G.O.SE -- PlayStation 2版をアダルトゲーム化した逆移植版

### Pia♥キャロットへようこそ!!G.P.
シリーズ第5作。2008年1月25日発売。
- ぴあきゃろG.P.FD -- 「G.P.」の後日談、壁紙
- Piaラジ・キャロットへようこそ!! -- インターネットラジオ
- Pia♥キャロットへようこそ!!G.P.REFRESH -- PlayStation 2版をアダルトゲーム化して逆移植したものと上述のFDを同時収録したもの

### Pia♥キャロットへようこそ!!4
シリーズ第6作。2009年12月25日発売。
- ぴあきゃろ4FD -- 「4」の後日談、壁紙
- ぴあきゃろ4スターターパック -- 「4」と「4FD」のセット

### プリンスPia♥キャロット
シリーズ第7作。シリーズ初の乙女ゲーム。2014年10月23日発売。

## Piaキャロ20th ANNIVERSARY PACK
シリーズ第1作Pia♥キャロットへようこそ!!発売20周年を記念して発売されたセットパック。旧作（プリンスPia♥キャロットは除く）の他に新作「ぴあきゃろ PetitBox」を同梱している。2017年6月23日発売。

### 収録作品
- Pia♥キャロットへようこそ!!
- Pia♥キャロットへようこそ!!2
- Pia♥キャロットへようこそ!!3
- Pia♥キャロットへようこそ!!G.O.SE
- ぴあ雀
- Pia♥キャロットへようこそ!!G.P.REFRESH
- Pia♥キャロットへようこそ!!4
- ぴあきゃろ PetitBox

## 歴史
- 1996年
  - 7月26日 MS-DOS版『Pia♥キャロットへようこそ!!』発売
  - 10月18日 Windows版『Pia♥キャロットへようこそ!!』発売
- 1997年
  - 5月23日 PC-FX版『Pia♥キャロットへようこそ!!』発売
  - 10月24日 18禁OVA版『Pia♥キャロットへようこそ!!』第1巻発売（以後3ヶ月おき、全3巻発売）
  - 10月31日 Windows 95版『Pia♥キャロットへようこそ!!2』発売
- 1998年
  - 3月12日 サターン版『Pia♥キャロットへようこそ!!』発売
  - 10月8日 サターン版『Pia♥キャロットへようこそ!!2』発売
  - 10月23日 18禁OVA版『Pia♥キャロットへようこそ!!2』第1巻発売（以後3ヶ月おき、全3巻発売）
  - 10月30日 『ぴあきゃろTOYBOX』発売
- 1999年
  - 8月12日 1 / 2 / TOYBOX3本セット発売
  - 9月10日 18禁OVA版『Pia♥キャロットへようこそ!!』DVD発売
  - 12月18日 一般作OVA版『Pia♥キャロットへようこそ!!2 DX』第1巻発売（以後隔月で全6巻発売）
- 2000年
  - 12月2日 『Pia♥キャロットへようこそ!!2.2』発売
- 2001年
  - 1月25日 『Pia♥キャロットへようこそ!!2 DX』総集編発売
  - 1月26日 18禁OVA版『Pia♥キャロットへようこそ!!2』DVD版発売
  - 6月21日 『Pia♥キャロットへようこそ!!2.5』発売
  - 10月26日 Windows Me/2000対応版『Pia♥キャロットへようこそ!!2』発売
  - 11月30日 Windows版『Pia♥キャロットへようこそ!!3』発売
- 2002年
  - 10月19日 『Pia♥キャロットへようこそ!! -さやかの恋物語-』公開（〜同年11月22日）
  - 12月20日 『Pia♥キャロットへようこそ!!3 ヒロインズFunBox』発売
- 2003年
  - 2月6日 ドリームキャスト版『Pia♥キャロットへようこそ!!2』発売
  - 3月21日 『Pia♥キャロットへようこそ!! -さやかの恋物語-』DVD/VHS発売
  - 3月27日 ドリームキャスト/PlayStation 2版『Pia♥キャロットへようこそ!!3』発売
- 2004年
  - 4月23日 『Pia♥キャロットへようこそ!!3.3』発売
- 2005年
  - 3月3日 PS2廉価版『Pia♥キャロットへようこそ!!3』発売
- 2006年
  - 2月3日 『Pia♥キャロットへようこそ!!G.O. 〜グランド・オープン〜』発売
  - 9月15日 『ぴあきゃろG.O. TOYBOX 〜サマーフェア〜』発売
- 2007年
  - 2月23日 『ぴあ雀』発売
  - 4月27日 『ぴあきゃろG.O. TOYBOX2 〜スプリングフェア〜』発売
  - 12月20日　PS2『Piaキャロットへようこそ！！G.O. 〜サマーフェア〜』発売
- 2008年
  - 1月25日 『Pia♥キャロットへようこそ!!G.P.』発売
  - 4月25日 『Pia♥キャロットへようこそ!!G.O.SE』発売
  - 8月15日 『ぴあきゃろG.P.FD』発売（コミックマーケット74にて）
- 2009年
  - 1月22日　PS2『Pia♥キャロットへようこそ!!G.P. 〜学園プリンセス〜』発売
  - 12月25日 『Pia♥キャロットへようこそ!!4』、『Piaキャロ コンプリートBOX』発売
- 2010年
  - 8月13日 『ぴあきゃろ4FD』発売（コミックマーケット78にて）
  - 9月3日 『ぴあきゃろ4スターターパック』発売
- 2011年
  - 4月14日 mobage版『Pia♥キャロットへようこそ!!G.P』事前登録開始。
  - 4月15日 GREE版『Pia♥キャロットへようこそ!!G.P』事前登録開始。
- 2014年
  - 10月23日 PSP版『プリPia 〜プリンスPia♥キャロット〜』発売。
  - 12月18日 Windows版『プリンスPia♥キャロット』発売。
- 2017年
  - 6月23日 『Piaキャロ20th ANNIVERSARY PACK』発売。

## 基本的なゲームシステム
本シリーズは基本的に、約1ヶ月という期間の中で各種のアルバイトをすることによってパラメータを上げる一方で、登場するヒロインと親密になるのが目的である。
なお、PiaG.P.では期間やパラメータ、自由時間などは存在しない。
本シリーズにおける1日の流れを以下に示す。
- 朝起きた後は基本的に自由時間。ヒロインの所に行くことも、その他の場所でパラメータを上げるのも可能である。（なお、Pia3ではシフトによってはこの部分が夕方になることもある）
- 基本的には昼になったら勤務のため店に行く（Pia3では朝からの場合も）。ただし週に1日休日が設定されており、その日については朝と同様に自由行動である。
- バイト中にイベントが発生することがあり、そのイベントによってパラメータが変動する場合もある。
- 終了後はヒロイン達の中から一人を選んで話しかけることが可能。ここでもイベントの発生やパラメータの変動がある。
- 週に1度シフト編成の日があり、この日は終了後に一週間のシフト編成を行う。この日は終了後にヒロインに話しかけることができない。なお、イベントなどによりこの日に休んでしまった場合はマネージャーが勝手にシフトを決めてしまう。基本的には1日ごとにシフトを編成するが、以下の例外が存在する。
  - Pia1の1週目はマネージャーによる固定スケジュールとなっている。
  - Pia2では最初3日間は倉庫整理で固定、その後の最初の編成の時は2日単位での編成となる。また、その後も強制的に倉庫整理が割り当てられる日がある。
  - Pia2.2では初日はウェイターで固定。
  - Pia3では初日は午後の倉庫整理で固定となっており、その日の勤務後に最初のシフト編成が行われる。

自由時間にできる行動は以下の通り。
- Data:ヒロイン達のデータを確認する。時間は消費しない。
- Rest(Recreation):部屋で休むことにより、体調を回復させる。また、1日の終わりにおける就寝コマンドでもある。Pia3以降Recreationに表記が変更されている（ただし、1日の終わりにおける就寝コマンドではPia3以降も以前の表記が使用されている）。
- Study:自室で勉強する。学力を上げることが可能。
- Call:ヒロイン達や店に電話をかける。Pia1ではヒロインのところへ行くイベントもこのコマンドの結果として発生する。
- Move:駅前や店などに移動する。Pia2以降では寮にいるヒロインの所に行くことも可能。
- Item:手持ちのアイテムを確認したりする。時間を消費するアイテムもある。
- Jogging:Pia2から追加されたコマンド。体力が上がる。

Pia3までにおけるシフト編成では以下の中から選択でき、パラメータの成長に影響する。Pia3.3では主人公がどの業務に就いているヒロインのサポートに入るかの選択としてスケジュール編成を行う。
- ウェイター:フロアに出て接客を行う。主に容姿が上がる。
- キャッシャー:レジ打ち。容姿と学力が上がる。
- 調理/料理/仕込み:厨房で料理を作る、もしくはそのための下ごしらえを行う。Pia2まではパラメータの変動率が異なる（パラメータの伸び率・体調の消費量ともに仕込みの方が少ない）2つの項目があり、Pia2.2からは統合されている。パラメータの変動としては根性が若干伸びると共に体調の消費が他の項目に比べて少ない。
- 皿洗い:食後の食器を洗う作業。根性が上がる。
- 掃除:店の前の掃除。パラメータの伸び率では優しさの伸び率が高い。
- 倉庫整理:倉庫に積まれている荷物を整理する。体調の消費が激しい一方、根性と体力の伸びが大きい。なお、Pia2では任意に選択することができない。

パラメータの項目は以下の通り（ただしPia3.3やG.O.では体調以外は存在しない。代わりに存在する項目については記事内で言及する）で、ヒロイン毎にハッピーエンドになる条件が設定されている。このパラメータの条件の他に、イベントによるハッピーエンドの条件があるのは当然のことである。
- 容姿:身だしなみの良さやファッションセンスなどを表す物。ウェイターやキャッシャーといった表舞台に出るタイプの業務で伸びる傾向にある。
- 優しさ:心の広さを表す。イベントで上がることが多く、掃除でも若干伸びる。
- 根性:忍耐力を表す。皿洗いや倉庫整理といった仕事はこのパラメータが伸びやすい。
- 学力:文字通り。学校の勉強がどれだけできるかを表す。基本的には自室で勉強したときに伸びるが、キャッシャーでも若干伸びる。
- 体力:Pia2から追加されたパラメータ。体調の減少率が若干緩和される他、食い逃げ犯追跡イベントやプールなどの運動関係のイベントに影響する場合がある。主に自由時間中のジョギングや、倉庫整理で伸びる傾向にある。
- 会話:Pia1のみのパラメータ。積極的に話をしようという態度等が反映される。
- 不評:主人公に対する悪い評判。体調0でバイトを休むことになってしまったり、イベントにおける選択肢の選び方によって上がる。他のパラメータが一定以上なのに対し、これだけは一定値未満が条件となる。
- 体調:主人公自身の疲れ具合。0になってしまうと強制的に休養させられる。

ちなみに、PC版のPia1およびPia2ではこのパラメータの項目名の表示を読み仮名 / 漢字 / 英語表記の3種類から選択できる。

## Piaキャロットについて

### ゲームの世界観内設定としてのPiaキャロット
本シリーズに登場するファミリーレストランPiaキャロットは、首都圏一帯に店舗を展開する外食チェーンである。2008年現在の最新作であるG.P.の時点では、地下鉄「西東線」高田馬場駅前の1号店を本店として計9店舗まで出店が進んでいる。ただ、これらの店舗全てが本店の直営する支店であるわけではなく、5号店がはっきり「フランチャイズ」と呼ばれるよう にフランチャイズ契約の店舗が含まれている。海岸地域にある4号店の営業成績低迷を指導するため一時的に「スーパーバイザー」が送り込まれたりしている。社主木ノ下泰夫以下、店長その他の従業員に木ノ下姓及びその縁組みした一族が目立ち、やや同族経営のきらいがある。2000年代以降、人件費を抑えるため多くのファミレスチェーンが同時にオンステージさせる給仕係を2〜3名にしている中、Piaキャロット各店は4〜6名もオンステージさせている場合が普通である。また、全体に従業員の福利厚生が手厚い。
営業時間
AM10:00〜PM09:00
定休日
元旦、盆休み等を除き原則年中無休
ランチメニュー共通価格
¥880
取扱ビールメーカー
SAPPARIビール
各店舗責任者
店長。副店長（いわゆる“フクテン”）は置いておらず、店長の補佐代理業務はフロアマネージャーが行う。
社員登用条件
学歴不問。随時募集している。研修制度、試用期間あり。なお、アルバイト従業員は高校生、及びその相当年齢の少女が大半で、大学生や男子の採用実績は非常に少ない。
社員寮
チェーン全体ではなく各店舗ごとに完備。正社員のみならず短期のアルバイト店員にも1人1部屋が与えられる。
研修保養施設
衣川温泉ホテル の他、海浜部にも施設が存在するらしい。正社員だけでなく、短期のアルバイトも利用資格を持ち、研修名目の遊興利用であっても咎められることはない。
おもなメニュー
店名に冠されているとおりイタリア料理を中心とした洋食がおも であり、後にはピザに特化した店舗「チェリッシュピザ」もオープンさせた。

#### 店舗
Piaキャロット本店
Pia1の舞台。平屋建て。Pia3で電話をかけたときの応答によればF&Cの所在地である高田馬場に所在することになっている。店長は3まではオーナーの木ノ下泰男、G.O.ではその息子の祐介。
Piaキャロット2号店
Pia2および系列作品、TOYBOXの「Go!Go!木ノ下祐介」の舞台。中野駅をモチーフにしていると言われる仲野駅の近くにある中杉通りに存在する。仲野駅の電車は、営団東西線（現東京メトロ東西線）のような銀色に空色のストライプの入った「西東線」であり、実在の中野駅と同じく2駅となりに高田馬場駅がある。店舗は2階建てであるが2階部分の大半は1階の天井を高くとるための吹き抜けと採光のための空間であり、一部事務所及び空調施設があるに過ぎない。店舗周囲の敷地は普通乗用車30台強を収容可能な無料駐車場。2における店長は木ノ下祐介。G.O.では2号店マネージャーだった双葉涼子がG.O.TOYBOX内で異動した祐介の代わりに店長をしているとのコメントがある。社員寮はJK仲野駅とは反対方向に徒歩15〜25分 ほどの位置にある「コーポPia」。社員寮といっても、建物はかなり大きな今風の3階建マンションである。OVA Pia2DXの場合、2号店は多くのファミレスのようなセントラルキッチン方式、急送便 定期配達システムに全面依存はしておらず、生鮮野菜は契約している近所の八百屋から厨房が直接仕入れて加工調理している。ピザのデリバリーサービス「ピザ・キャロット」の業務も実施している。
Piaキャロット3号店
Pia2.2のスタート時期、12月20日過ぎに新規オープンとなった店舗。Pia2.2では2号店店長である木ノ下祐介が店長代理として両店間を必要に応じて往復し、同じく2号店の皆瀬葵がチーフウエイトレスとして転属、日野森あずさもオープン記念キャンペーンと多忙期の重なる年の瀬3日間だけヘルプに入った。このようにマンパワーがやや不足したままオープンしてしまった印象は否めず、祐介と葵の間に立つマネージャーが過労で倒れ、実質的に常勤の責任者は葵単独、その他のウェイトレス経験のある従業員もたった1人、他は全員未経験の新人ウエイトレスという過酷な条件で営業をスタートしていた。立地場所は中杉通り店からそう遠いわけではないらしく、理由をつけては葵が一時的に舞い戻り部屋着姿で酔っぱらいながらコーポPia付近の道をふらふらしていることもある。ただ、アルバイトが仲野区から毎日通うにはややキツい位置にあるらしい。オープンの翌年2月以降は本店マネージャーであった神無月志保が店長に就任する。それ以外についてはゲーム中でも全く話題に挙がらない。
Piaキャロット4号店
Pia3および系列作品の舞台。それまでの市街地とはうってかわり、神奈川県の三浦海岸をモデルとした美崎海岸という海岸沿いの街が舞台となっており、海岸沿いの風景等はほぼ三浦海岸そのままとなっている。「JKR美崎海岸駅」は京急三浦海岸駅がモチーフ。駅の海岸沿いに存在し、店名も「美崎海岸通り店」となっている。本店に勤務していた羽瀬川朱美が店長代理、岩倉夏姫がマネージャーとして派遣され、後にこの体制が正式な物となる。他の店舗と異なり、いかにも海岸風の木造白塗りであることや、屋外にテラスがあることなどが特徴。社員寮は倒産したリゾートホテルの建物をPiaキャロットが買い上げて使用している。
Piaキャロット5号店
G.O.の舞台となる店舗。正式名称は「藤ヶ浜海岸通り店」。PiaG.O.ではオープンしたばかりの最新店である。4号店同様海岸沿いの道路「藤ヶ浜海岸通り」に所在 し、木造ではないが外壁は白塗り、平屋建てである。また、同様に海岸に沿って走る鉄道沿いでもあり、JRならぬ「JK藤ヶ浜駅」に程近い位置にある。店舗正面にはパラソルと屋外テーブルも設置されている。フランチャイジーであるため、食材等の備品は全て「本部」から定期配送される規定品である。木ノ下留美が店長となっている。
Piaキャロット6号店
作中で存在について言及はされない。
Piaキャロット7号店
Pia4の舞台となる店舗。G.O.までの季節型店舗でも一年中レジャーに富んだ地域型店舗になっていて、湖のそばに隣接するように建っている。また近くに観光名所の滝などがあり冬にはスキーができるところがあるらしい。7号店では新たにデリバリーが仕事に追加されている。店長は4号店で店長だった羽瀬川朱美になっている。
Piaキャロット8号店
G.P.冒頭で主人公がガス爆発事故を引き起こし破損した店舗。のちにPetitBoxの舞台となる。いずこかの都市部のただ中にある。G.P.のストーリー中では冒頭の爆発事故以外に登場しない。2階建て。無料駐車場を店舗1階部分を潰さず店舗周囲の敷地に設けている。収容台数は15台前後。
Piaキャロット学園特区店
G.P.での舞台となる店舗。平屋建て。「特殊行政改革地域学園特区『水萌学園』」を構成する同特区内商業施設の一環として設けられたもので、9号店ではなく「学園特区店」と呼ばれる。G.P.主人公が店長を務め、同店の従業員は全て未成年就学年齢である同学園在学生からなり、非正規雇用である。ストーリー中何度も爆発事故に苛まれるがその都度何度も復活する不死鳥のような店舗。

#### シリーズ作品以外での登場
本シリーズ以外の作品で「Piaキャロット」が登場する作品には以下のものがある。
バーチャコール3
デートスポットとして登場。
きゃんきゃんバニープルミエール2
主人公のバイト先として登場するが、レストランではなくファーストフード店。
あいかぎ 〜ひだまりと彼女の部屋着〜
駅前に出店する計画があることに言及されているイベントあり。
チェリッシュピザはいかがですか
オーナーである木ノ下泰夫が登場。また、『あいかぎ』から葉月姉妹と橘母子が登場している。舞台が『あいかぎ』と同地域であることと作中、当初木ノ下オーナーの推す店名候補は2号店のピザデリバリーサービスと同じ「ピザキャロット」であったが、初代店長の強硬な主張により「チェリッシュピザ」になったことから、Piaキャロットとしてではなくピザ専門店「チェリッシュピザ」として出店したという見方も可能。
また、Pia3のイベント画、及びアニメチップに『With You 〜みつめていたい〜』のキャラクターが登場している。
このほかにG.O.で『Canvas2 〜茜色のパレット〜』の撫子学園の名前が出ているが、この関連よりさらにアニメの『Canvas2』でヒロイン「菜乃花恵理」が登場することから『PALETTE』やヒロイン「鳥海空」が『PALETTE』のヒロイン「萌木玉緒」と親友である『Natural2 -DUO-』も本作とつながりのある世界観であるという見方も可能ではあるが、アリスソフトの『Rance』シリーズのように公式にここまで関連が述べられているわけではない。

### 現実世界のPiaキャロット
「レストラン『Piaキャロット』が本当にあったらいいな」というユーザーの声を受け、ブロッコリー協力の下、1998年8月の東京キャラクターショーで喫茶店形式で実現された。イベントは予想をはるかに上回る反響を呼び、イベント限定でなく固定店舗で行おうという動きになり、1999年7月22日にブロッコリーの店舗である東京秋葉原ゲーマーズスクエア店6Ｆで「Piaキャロットレストラン」の名でオープンされた。同年9月19日に一旦は終了したが反響多数で1999年12月1日〜2000年2月1日と、3月17日〜4月30日の2回復活している。
この流れは『To Heart』･『Kanon』といった純愛系のゲームの大ヒットが続き、「これらのゲームのコスチュームを着た店員の飲食店もあって欲しい」という要望につながり、これが2000年5月の元祖コスプレ喫茶『カフェ・ド・コスパ』の起こりとなった。程なくしてもう一つの潮流メイドブームと融合して『カフェ・ド・コスパ』跡地に誕生したのが2001年2月に誕生した元祖メイド喫茶『CURE MAID CAFE'（キュアメイドカフェ）』である。つまり1アダルトゲームのヒットが現実の街秋葉原を「オタクタウン」に塗り替える要素の一つになったのである。
現在「メイド喫茶」「コスプレ喫茶」と冠する飲食店の通常営業の制服はメイド服が圧倒的多数で、Piaキャロットのようにシチュエーションによって制服が多彩に変化する店舗は少数派だが、『Cafe Mai:lish（カフェ・メイリッシュ）』の発足メンバーに『カフェ・ド・コスパ』経験者がいた事もあり、衣装が多彩に変化するコスプレ喫茶の流れを今に伝えている。

## 反響
アダルトゲーム雑誌BugBugの2022年のアンケート「あなたが美少女ゲームにハマるきっかけになったタイトルは？」において、「Piaキャロットへようこそ!!シリーズ」が3位となった。

## 関連作品
複数の作品のキャラクターを扱っているゲームに参加しており、ゲームポータルサイト「Mobage」と「GREE」にてハピネットが提供している『ポケヒロ+』や、ゲームポータルサイト「Gゲー」にてエクシーズが提供している『俺の嫁が世界一』といった作品がある。いずれもカードゲーム主体のソーシャルゲーム。